# Fadila

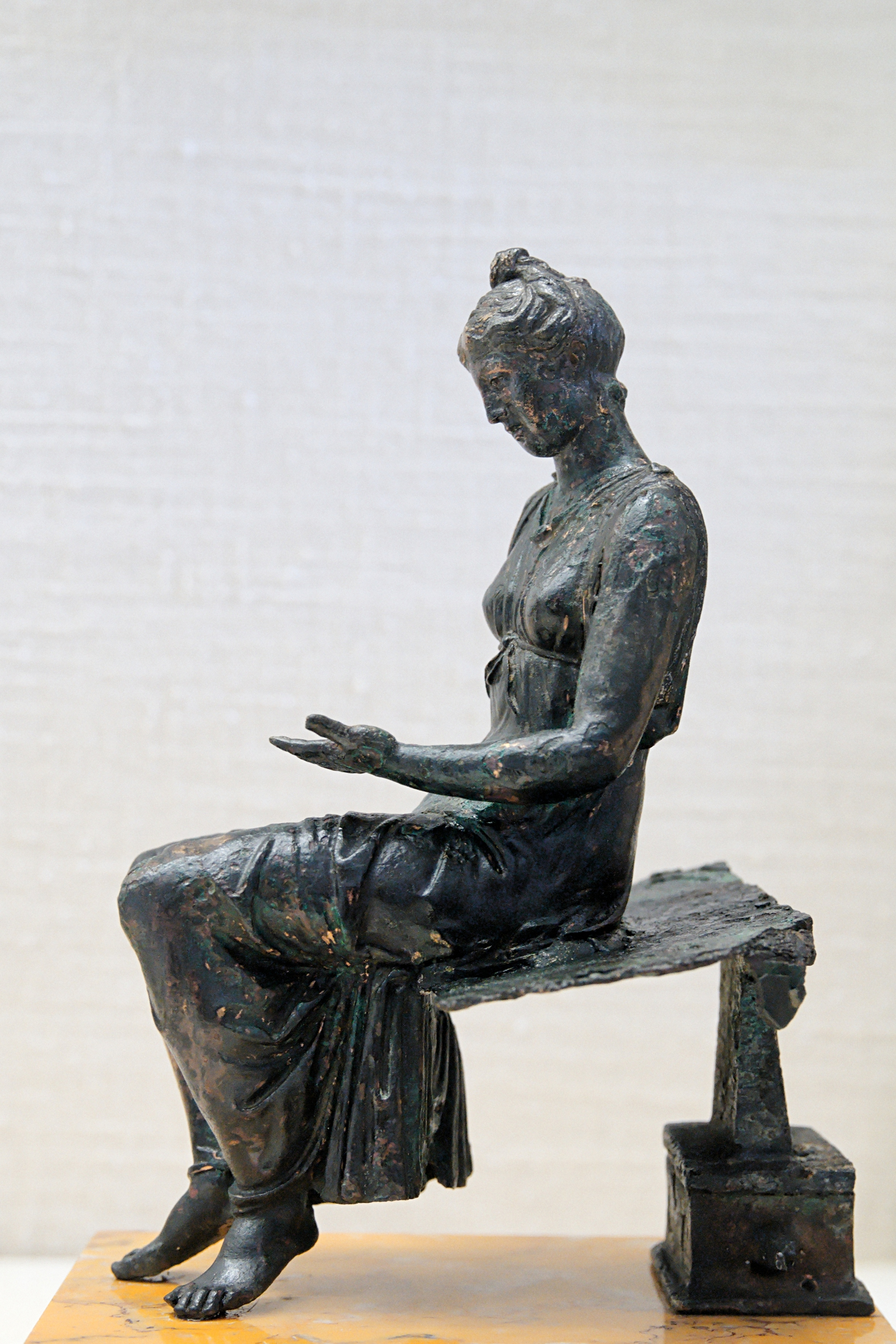
Estatua de bronce que representa a una mujer leyendo.

Annia Aurelia Fadila, conocida simplemente como Fadila (c. 159-192) fue una noble romana célebre por ser la hija del emperador Marco Aurelio y su esposa, la emperatriz romana Faustina la Menor. Fadila fue hermana de la emperatriz Galeria Lucila y del emperador Cómodo. Marco Aurelio y Faustina le pusieron este nombre en honor a su tía materna, Aurelia Fadila.

## Matrimonio y descendencia
Fadila se casó con Marco Peduceo Plaucio Quintilo. Peduceo procedía de una familia de rango consular y él mismo fue elegido cónsul en el año 177 y en una fecha que se desconoce durante el reinado del emperador Cómodo. Fruto del matrimonio entre Fadila y Peduceo nacieron Plaucio Quintilo y Plaucia Servilia. Plaucia Servilia se casó con su primo materno Tiberio Claudio Severo Próculo, hijo de Annia Aurelia Galeria Faustina y el cónsul Cneo Claudio Severo Arabiano. Fruto del matrimonio nació una niña, Annia Faustina, que llegó a ser emperatriz romana tras casarse con el emperador romano Heliogábalo.